# Département de Baja Verapaz
Baja Verapaz est un département du Guatemala. Sa capitale est la ville de Salamá.

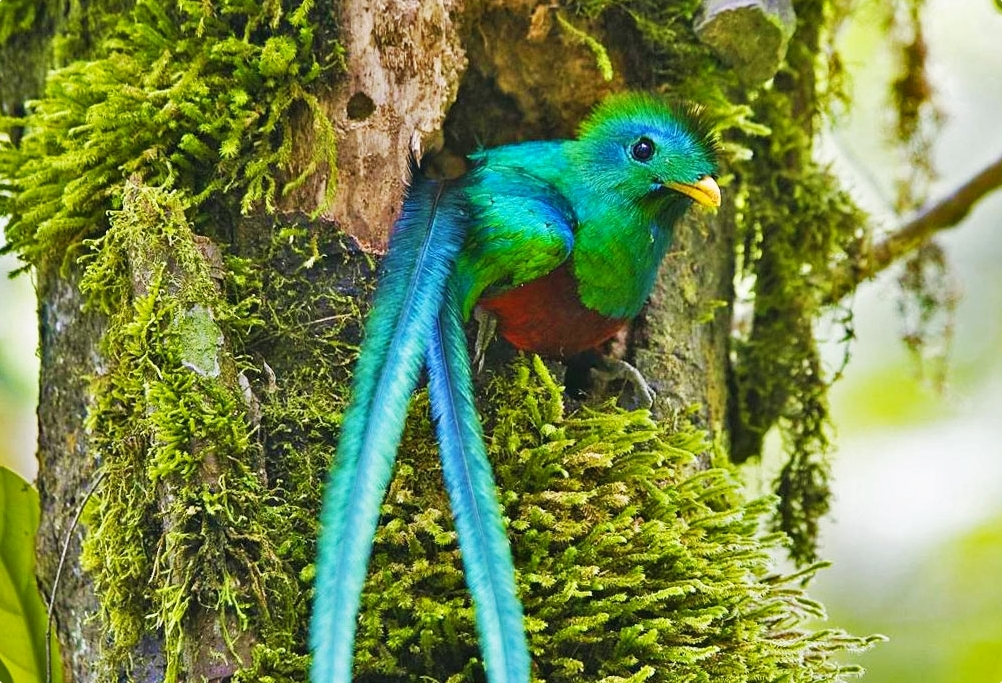
Quetzal Biotope, site touristique de Salamá, Baja Verapaz.

## Municipalités
1. Cubulco
2. Granados
3. Purulhá
4. Rabinal
5. Salamá
6. San Jerónimo
7. San Miguel Chicaj
8. Santa Cruz El Chol